# Richard P. Rubinstein
Richard P. Rubinstein (Brooklyn, 15 de junio de 1947) es un productor de cine y televisión estadounidense.

## Biografía
Rubinstein ha trabajado como productor principalmente en los géneros del terror, el suspenso y la ciencia ficción. Entre las décadas de 1970 y 1980 trabajó frecuentemente con el cineasta George A. Romero, incluyendo el filme de 1978 Dawn of the Dead y la antología de televisión emitida entre 1984 y 1988 Tales from the Darkside. En las décadas de 1980 y 1990, Rubinstein produjo varios proyectos basados en la obra literaria del escritor Stephen King.
En 2021 ofició como productor ejecutivo del filme de Denis Villeneuve Duna.

## Filmografía destacada
- 2021 - Duna (productor ejecutivo)
- 2020 - The Stand (productor ejecutivo)
- 2004 - Dawn of the Dead (productor)
- 1997 - The Night Flier (productor)
- 1996 - Thinner (productor)
- 1995 - The Langoliers (productor ejecutivo)
- 1989 - Pet Sematary
- 1988 - Monsters (productor ejecutivo)
- 1984 - Tales from the Darkside (productor)
- 1978 - Dawn of the Dead (productor)
- 1976 - Martin (productor)